# Eparchia Węgier
Eparchia Węgier (węg. Magyarországi Román Ortodox Egyházmegye, rum. Episcopia Ortodoxă Română din Ungaria) – eparchia Rumuńskiego Kościoła Prawosławnego na terytorium Węgier. Ordynariuszem administratury jest od 2007 r. biskup Sylwan (Mănuilă), zaś katedrą – sobór św. Mikołaja w Gyuli.
Eparchia została utworzona wiosną 1946 r. W 2008 r. w jej skład wchodziło 21 parafii, obsługiwanych przez 12 księży i korzystających z 19 świątyń (cerkwi i kaplic).